# Rivière Valin (La Côte-de-Beaupré)
Pour les articles homonymes, voir Valin.
La rivière Valin coule vers le sud, sur la rive nord du fleuve Saint-Laurent, dans les municipalités de L'Ange-Gardien et de Château-Richer, dans la municipalité régionale de comté (MRC) de La Côte-de-Beaupré dans la région administrative de la Capitale-Nationale, dans la province de Québec, au Canada.
La partie inférieure de cette petite vallée est desservie par l'avenue Royale (route 360) et la route 138 qui longe la rive nord du fleuve Saint-Laurent. La partie supérieure comporte un relief montagneux et est accessible uniquement par des routes forestières secondaires. La sylviculture constitue la principale activité économique de cette vallée ; l'agriculture (partie inférieure) en second.
La surface de la rivière Valin est généralement gelée du début de décembre jusqu'à la fin de mars ; toutefois la circulation sécuritaire sur la glace se fait généralement de la mi-décembre à la mi-mars. Le niveau de l'eau de la rivière varie selon les saisons et les précipitations ; la crue printanière survient en mars ou avril.

## Géographie
La rivière Valin prend naissance à la confluence de deux ruisseaux dans les montagnes à l'arrière de la Côte-de-Beaupré, dans L'Ange-Gardien. Cette source est située à 3,8 km à l'ouest de l'embouchure de la rivière Valin et à 6,1 km au nord-est d'une courbe de la rivière Montmorency.
À partir de cette source, le cours de la rivière Valin descend sur 5,0 km, avec une dénivellation de 186 m, selon les segments suivants :
- 1,8 km vers l'est en zone forestière courbant vers le nord-est entre deux montagnes, jusqu'à un coude de rivière situé sur le rebord du plateau de la zone de La Grande Côte ;
- 2,7 km vers le sud-est d'abord avec une dénivellation de 151 m en zone forestière, puis en zone agricole en passant sous les fils à haute tension d'Hydro-Québec et en passant du côté nord du hameau Valin, jusqu'à la route 138 ;
- 0,5 km vers l'est en zone agricole jusqu'à son embouchure[2].

La rivière Valin se déverse dans Château-Richer dans une petite baie sur la rive nord-ouest du fleuve Saint-Laurent. Cette baie fait face à l'embouchure de la Rivière Pot au Beurre de l'Île d'Orléans laquelle est distante de 1,5 km par le Chenal de l'Île d'Orléans. Cette embouchure est située entre le hameau Valin (situé du côté Sud), soit au nord de la zone "La Longue Pointe" et au sud de la zone des "Battures des Îlets". Cette confluence est située à 3,8 km au nord du centre du village de L'Ange-Gardien, à 13,9 km au sud du centre de Sainte-Anne-de-Beaupré et à 8,9 km au nord du pont reliant l'Île d'Orléans à L'Ange-Gardien.

## Toponymie
Le toponyme "Rivière Valin" a été officialisé le 31 août 1971 à la Banque des noms de lieux de la Commission de toponymie du Québec.